# Гульонези
Гульонѐзи (на италиански: Guglionesi, на местен диалект Ujunišë, Уюнише) е градче и община в Централна Италия, провинция Кампобасо, регион Молизе. Разположено е на 369 m надморска височина. Населението на общината е 5411 души (към 2010 г.).